# دوکاتی سونیو
دوکاتی سونیو (به انگلیسی: Ducati Sogno) یک دوربین عکاسی تک‌لنزی بازتابی ۳۵ میلی‌متریو نیم‌فریم ساخت شرکت دوکاتی است.